# Місце, де багато води
«Місце, де багато води» (англ. The Watery Place) — науково-фантастичне оповідання американського письменника Айзека Азімова, вперше надруковано у жовтні 1956 часописом «Satellite Science Fiction». Згодом увійшло до збірки «На Землі достатньо місця» (Earth Is Room Enough) (1957).

## Сюжет
Барт Камерон, шериф округи Твін Галч, штат Айдахо, заповнював свою податкову декларацію, коли до нього звернулись незнайомці, які відрекомендувались чужинцями із місця, де багато води.
Вони попросили влаштувати їм зустріч з президентом США. Не маючи бажання відволікатись, шериф попросив «іноземців-венеційців» дати йому спокій. Чужинці, котрі насправді були венеріанцями, відлітаючи, повідомили, що вони зрозуміли бажання землян дати їм спокій, яке вони повідомлять усім інопланетним цивілізаціям, і, відповідно до нього, унеможливлять космічні подорожі землян.